# Veneslavivka, Hadeaci
Veneslavivka (în ucraineană Венеславівка) este un sat în comuna Petrivka-Romenska din raionul Hadeaci, regiunea Poltava, Ucraina.

## Demografie
Componența lingvistică a localității Veneslavivka
     Ucraineană (97,97%)
     Rusă (1,36%)
     Alte limbi (0,68%)
Conform recensământului din 2001, majoritatea populației localității Veneslavivka era vorbitoare de ucraineană (97,97%), existând în minoritate și vorbitori de rusă (1,36%).